# Échenans-sous-Mont-Vaudois
Échenans-sous-Mont-Vaudois is een gemeente in het Franse departement Haute-Saône (regio Bourgogne-Franche-Comté) en telt 501 inwoners (2011). De plaats maakt deel uit van het arrondissement Lure.

## Geografie
De oppervlakte van Échenans-sous-Mont-Vaudois bedraagt 5,4 km², de bevolkingsdichtheid is 92,8 inwoners per km².
De onderstaande kaart toont de ligging van Échenans-sous-Mont-Vaudois met de belangrijkste infrastructuur en aangrenzende gemeenten.

## Demografie
Onderstaande figuur toont het verloop van het inwonertal (bron: INSEE-tellingen).

1. ↑  Populations de référence 2022.